# Loasa illapelina
Loasa illapelina är en brännreveväxtart som beskrevs av Rodolfo Amando Philippi. Loasa illapelina ingår i släktet Loasa och familjen brännreveväxter. Inga underarter finns listade i Catalogue of Life.